# Porto Cesareo
Porto Cesareo é uma comuna italiana da região da Puglia, província de Lecce, com cerca de 4.412 habitantes. Estende-se por uma área de 34 km², tendo uma densidade populacional de 130 hab/km². Faz fronteira com Avetrana (TA), Manduria (TA), Nardò.

## Demografia
| Variação demográfica do município entre 1861 e 2011                               |
|                                                                                   |
| Fonte: Istituto Nazionale di Statistica (ISTAT) - Elaboração gráfica da Wikipedia |

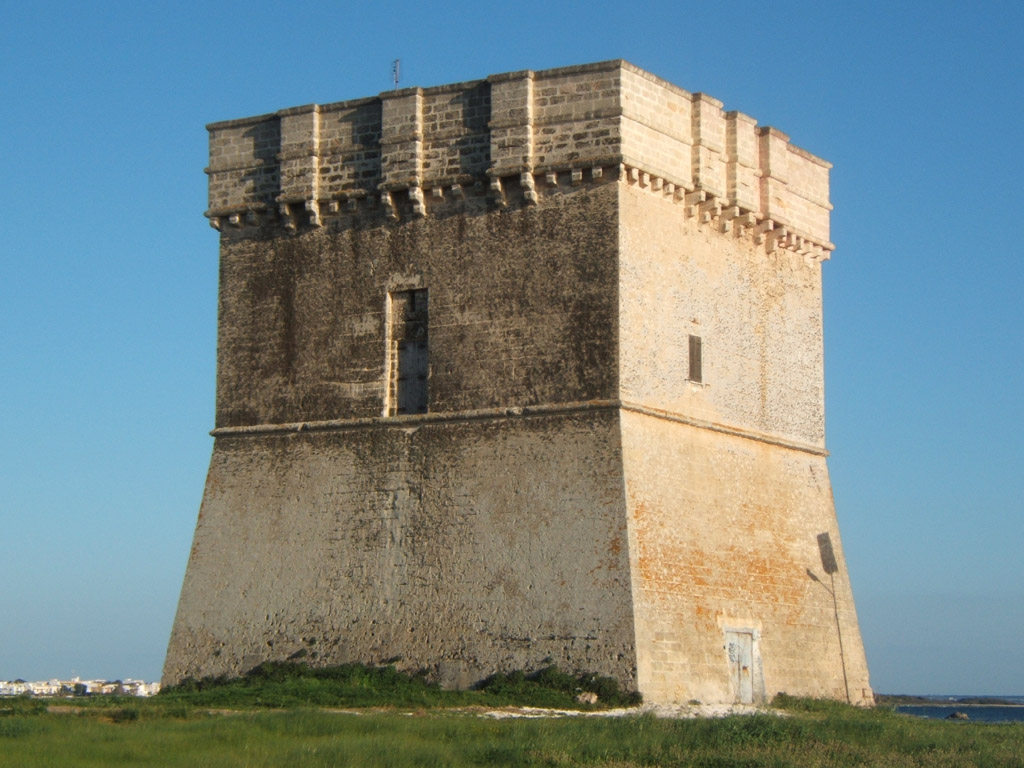
Torre Chianca
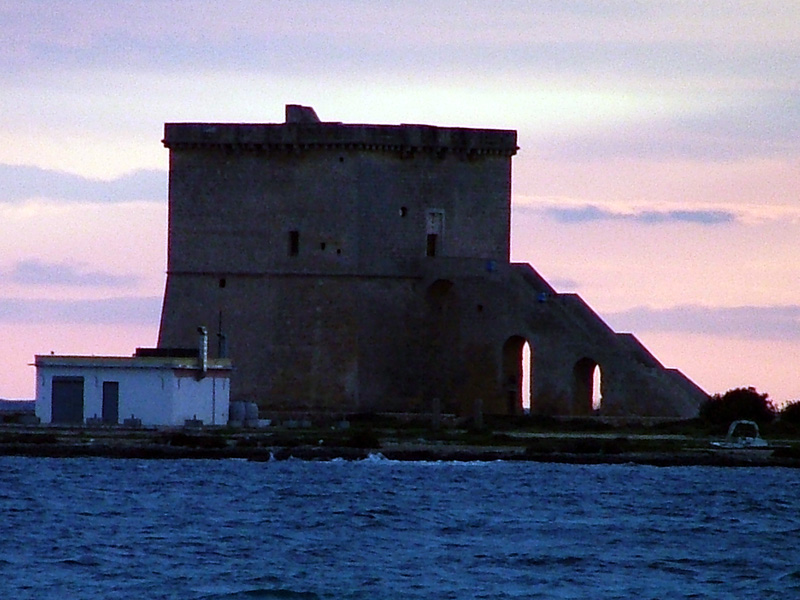
Torre Lapillo
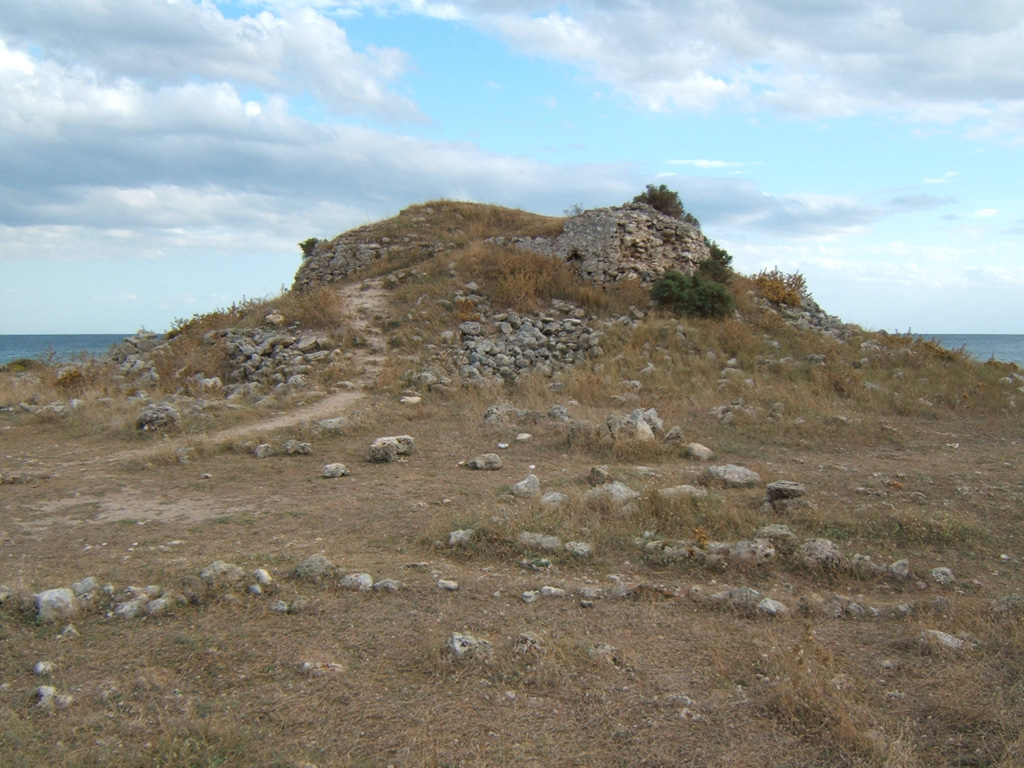
Torre Castiglione